# Plangkapan
Plangkapan is een bestuurslaag in het regentschap Banyumas van de provincie Midden-Java, Indonesië. Plangkapan telt 2038 inwoners (volkstelling 2010).